# Martial Merlin

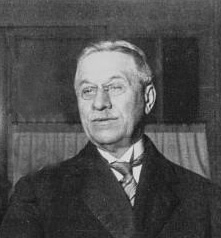
Martial Merlin (1923)

Martial-Henri Merlin (* 20. Januar 1860 in Paris; † 7. oder 8. Mai 1935 ebenda) war ein französischer Kolonialadministrator, der im Laufe seiner langen Karriere in weiten Teilen des französischen Kolonialreiches im Einsatz war und insbesondere in Afrika große Erfolge feiern konnte. Als Anhänger konservativer Positionen und Befürworter einer strikten Law-and-Order-Politik stand er politischen Liberalisierungen in den Kolonien ablehnend gegenüber.

## Leben

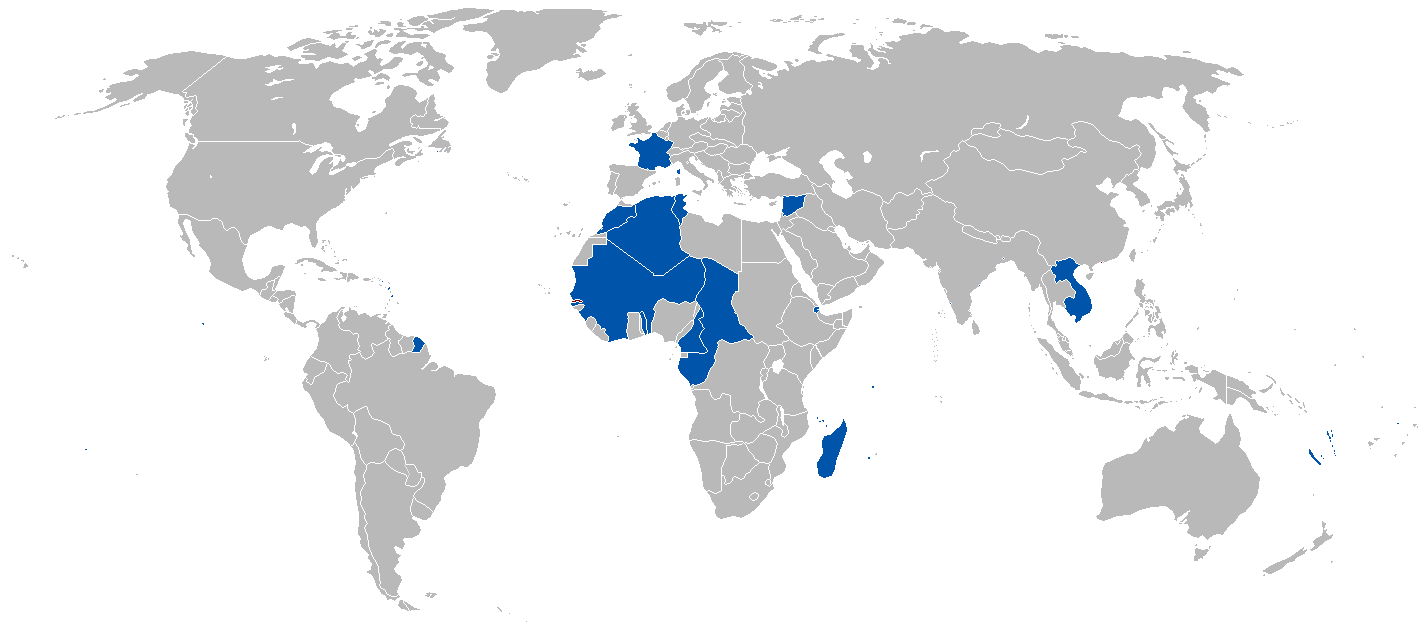
Das französische Kolonialreich um 1920.

### Frühe Karriere
Merlin trat nach einem fünfjährigen Militärdienst (1880–85) im Jahr 1887 in die französische Kolonialverwaltung ein. Er wurde zunächst Résident der Gambier-Inseln und ab 1889 der Marquesas-Inseln in Polynesien.
Ab 1891 war er im Senegal im Einsatz, wo er das Bureau des affaires politiques leitete. In dieser Position war er für die Überwachung, Verhaftung und Exilierung des Sufi-Mystikers Amadu Bamba verantwortlich.
Gouverneur Henri-Félix de Lamothe wurde während dieser Zeit sein Förderer. Nachdem dieser nach Französisch-Kongo versetzt worden war, folgte ihm Merlin im Jahr 1897 dorthin und erhielt den neugeschaffenen Posten des Generalsekretärs der Kolonialverwaltung. Von Oktober 1898 bis April 1899 leitete er während Lamothes Abwesenheit vertretungsweise die Kolonie.
Im gleichen Jahr wechselte Merlin als Generalsekretär von Martinique in die Karibik. Von 1901 bis Ende 1902 amtierte er als Gouverneur von Guadeloupe.

### Generalgouverneur in den afrikanischen Kolonien
Nach seiner Rückkehr nach Französisch-Westafrika amtierte Merlin in den Jahren 1903, 1904 und 1905 wiederholt als Generalgouverneur der Kolonie in Vertretung für Ernest Roume. Der inzwischen zurückgekehrte Amadu Bamba wurde erneut ins Exil geschickt. Parallel zu solchen restriktiven Aktionen bemühte sich Merlin auch um eine Weiterentwicklung der Kolonie, so ließ er etwa in Dakar einen Naturpark (den heutigen Zoo Hann) anlegen. Nachdem Roume seinen Posten Ende 1907 aufgab und Afrika verließ, regierte Merlin bis März 1908 interimsweise als Generalgouverneur.
Im Juni 1908 wurde er erster Generalgouverneur von Französisch-Äquatorialafrika und organisierte die Zusammenlegung der bisher eigenständigen Territorien zu einer großen Kolonie. 1909 ließ er einen Aufstand in Ubangi-Schari niederschlagen. In den folgenden Jahren erfolgte unter seiner Verwaltung die Niederwerfung der letzten einheimischen Reiche in den Tiefen Zentralafrikas (etwa Wadai). Am 9. März 1910 hielt Merlin hierzu im Rahmen eines Galadinners bei der Union coloniale eine Rede, die als Musterbeispiel für die Rechtfertigung des Kolonialismus im Sinne der mission civilisatrice gilt:

„Wir sind in neue Länder vorgedrungen. Wir sind dorthin gegangen mit der Tugend des Rechts einer zivilisierten, voll entwickelten Rasse, um diejenigen Territorien zu besetzen, welche von rückständigen Völkern, die in der Barbarei zurückgeblieben sind und nicht die Reichtümer ihres Bodens nutzbar machen können, brach liegen gelassen wurden. Dies ist ein Recht, das wir ausgeübt haben, und von dem wir immer verbindlich sagen werden, dass wir das Recht haben es auszuüben. Wir haben das Recht zu diesen Völkern zu gehen, wir haben das Recht ihre Ländereien zu besetzen, aber unmittelbar mit der Ausübung dieses Rechts legen wir uns ihnen gegenüber eine Verpflichtung auf, die wir niemals auch nur für einen Moment aus dem Blick verlieren dürfen.“

Merlins Administration galt als hart, aber effektiv. Er setzte sich für Konzessionsgesellschaften ein, legalisierte Zwangsarbeit und weitete die Kopfsteuer auf Frauen aus. Während des Ersten Weltkrieges organisierte er eine Hilfskolonne zur Unterstützung der Invasion Deutsch-Kameruns und wurde dafür später mit der Citation à l’ordre de la Nation ausgezeichnet. Im Mai 1917 endete seine Amtszeit.
Ab Juli 1917 amtierte er für ein Jahr als Generalgouverneur von Madagaskar. Im Anschluss war er von September 1919 bis März 1923 erneut – aber diesmal regulär – Generalgouverneur von Westafrika. Merlin versuchte hier mit Unterstützung der Mitte-rechts-Koalition Bloc national die alten kolonialen Herrschaftsstrukturen der Vorkriegszeit wiederherzustellen, was auf heftigen Widerstand der gebildeten einheimischen Elite stieß. Seine Amtszeit wurde somit bald von einem erbittert geführten Machtkampf zwischen ihm und dem linken senegalesischen Politiker Blaise Diagne dominiert. Diagne konnte letzten Endes hinter den Kulissen in Paris Merlins Versetzung arrangieren.

### Indochina

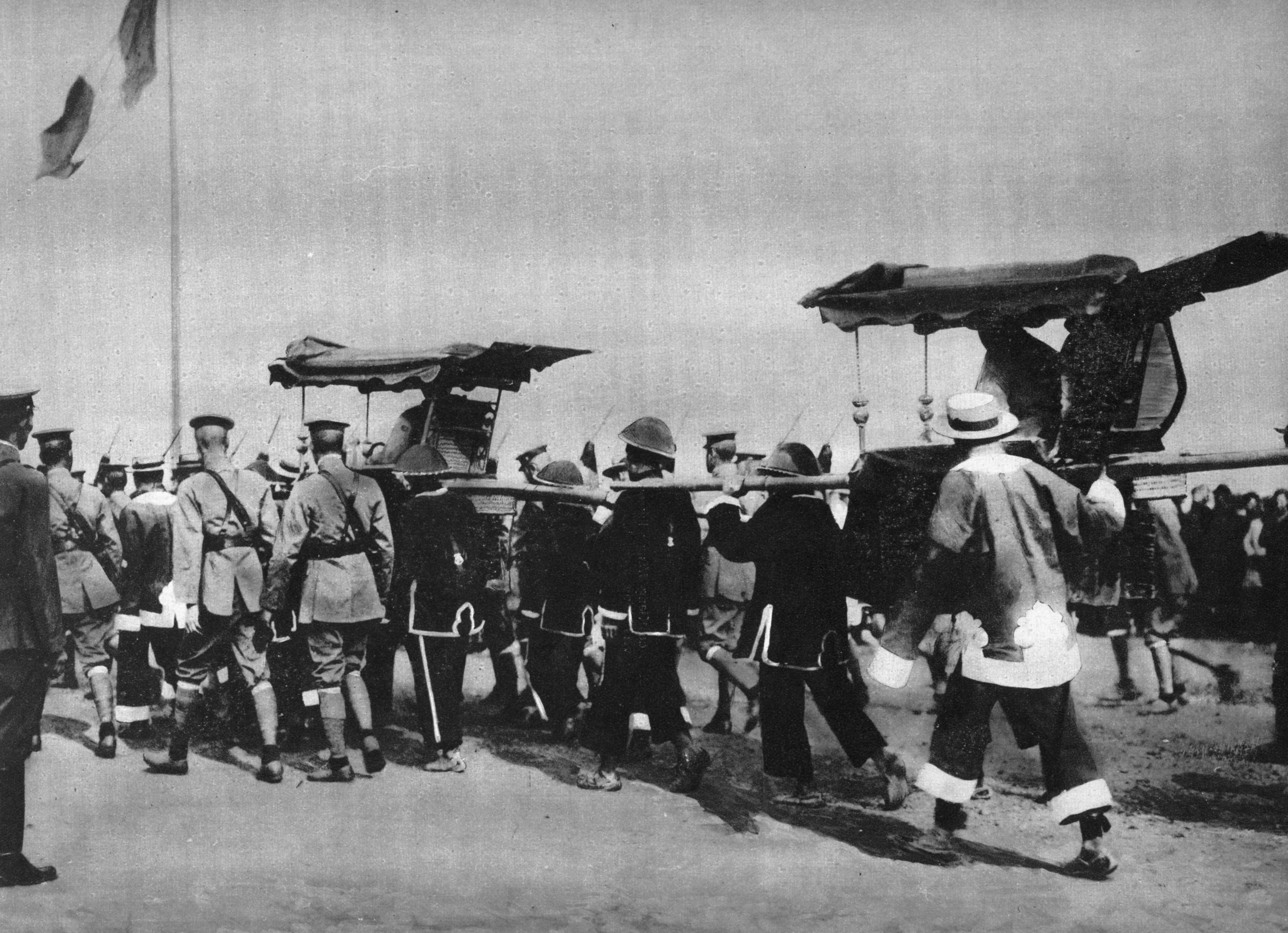
Besuch Merlins und seiner Frau in Yunnan, 5. April 1924

Im August 1923 wurde Merlin als Nachfolger des verstorbenen Maurice Long zum Generalgouverneur von Französisch-Indochina ernannt. Von der Pariser Poincaré-Regierung erhielt er die Aufgabe, das finanzielle Budget Indochinas zu sanieren und dazu die Ausgaben deutlich zu reduzieren. Merlin setzte auf eine Förderung der Wirtschaft, seine Kürzungen betrafen hauptsächlich den Bildungsbereich. Er erhöhte zwar das Grundschul-Budget, reduzierte aber gleichzeitig drastisch die Gelder für weiterführende Schulen und ließ Universitätsstipendien abschaffen. Da er außerdem den Französischunterricht an den Grundschulen einstellen ließ, wurde es für Einheimische viel schwerer, auf eine höhere Schule zu gelangen. Diese Maßnahmen, die die progressiv-liberale Reformphase seiner Amtsvorgänger Sarraut und Long beendeten, waren entsprechend unpopulär und brachten Merlin die Feindschaft der einheimischen Elite ein. Die mehrheitlich rechtskonservativ eingestellten französischen Siedler, die ihre Vormachtstellung durch das anwachsende Selbstbewusstsein der indigenen Bevölkerung bedroht sahen, begrüßten hingegen Merlins Vorgehen.
Ähnlich problematisch war Merlins stillschweigende Duldung der hochgradig korrupten Herrschaft seines Untergebenen Maurice Cognacq, des Gouverneurs von Cochinchina. Cognacq vertrat wie Merlin konservative Standpunkte.
Im April 1924 besuchte Merlin die nördlich angrenzende chinesische Provinz Yunnan, die als französisches Einflussgebiet betrachtet wurde. Im folgenden Juni reiste er nach Japan. Auf dem Rückweg besuchte er noch Kanton in Guangdong. Am 19. Juni fand dort zu seinen Ehren ein von der örtlichen britischen Konzession veranstaltetes Bankett im Victoria-Hotel statt. Während der Feierlichkeiten versuchte der vietnamesische Nationalist Phạm Hồng Thái (ein Mitglied der Tâm Tâm Xã) Merlin mit einem Sprengsatz zu töten; dieser überlebte allerdings weitestgehend unverletzt. Der Attentäter beging kurz darauf auf der Flucht Suizid, indem er sich im Perlfluss ertränkte. Die französischen Behörden machten Phan Bội Châu und Cường Để für den Anschlag verantwortlich.
Nachdem Merlin im Frühjahr 1925 die Probleme mit dem Budget trotz gutem Wirtschaftswachstum und extrem unpopulärer Sparmaßnahmen immer noch nicht in den Griff bekommen hatte, wurde offensichtlich, dass er die in ihn gesetzten hohen Erwartungen nicht erfüllen konnte. Im Juli 1925 wurde er schließlich von der neuen linken Regierung ins Mutterland zurückgerufen. Als Generalgouverneur folgte ihm der liberalere Alexandre Varenne nach.
Von 1926 bis 1934 war er der Vertreter Frankreichs in der Permanenten Mandatskommission des Völkerbundes – faktisch eine wenig bedeutsame Versammlung betagter ehemaliger Kolonialbeamter. Er starb am 7. oder 8. Mai 1935 im Alter von 75 Jahren in Paris.

### Familie und Privates
Merlins Bruder war Chefredakteur der Zeitung Le Temps, daher besaß er auch einen gewissen Einfluss auf die öffentliche Meinung im Mutterland.
Im Jahr 1896 heiratete Martial Merlin Madeleine Daireaux, mit der er drei Kinder hatte: Henry-Martial (1897, später Zeitschriftenverleger), Marie-Rosé (1899) und Anne-Marie (1901). 1911 ließ er sich von seiner Frau scheiden und heiratete deren Schwester Marthe Daireaux, mit der er den im gleichen Jahr geborenen Sohn André (später ein erfolgreicher Tennisspieler) hatte.
Merlin war Freimaurer.

### Auszeichnungen und Ehrungen
Für seine Leistungen in den Kolonien wurde Merlin zum Großoffizier der Ehrenlegion ernannt. Er trug den Titel eines Ehren-Generalgouverneurs (gouverneur général honoraire des Colonies), war Mitglied der Zentralkommission der Pariser Société de Géographie und Ehrenmitglied der Société de géographie et d'études coloniales de Marseille.
Nach Merlin wurde 1920 von Paul Chabanaud der in Westafrika heimische Scheinbare Zwergkrallenfrosch Pseudhymenochirus merlini benannt. Die Vogelkundler Delacour und Jabouille benannten ihm zu Ehren 1924 eine in Indochina vorkommende Art aus der Gattung der Waldrebhühner, das Gelbfußwaldrebhuhn, Arborophila merlini.